# シャルロット (キャラクター)
シャルロット（英: CHARLOTTE）は、ネッツトヨタ富山のマスコットキャラクターである。

## 概要
- フランス人の女の子をモチーフにしている[1]。
- アミーを追いかけてフランスから来た[1]。
- おしゃれが大好き[1]。
- アミーとシャルロットのLINEスタンプを発売している[2]。